# Australië op de Olympische Zomerspelen 1984
Australië nam deel aan de Olympische Zomerspelen 1984 in Los Angeles, Verenigde Staten.

## Medaillewinnaars
| Medal  | Naam | Sport         | Onderdeel                |
| ------ | --- | ------------- | ------------------------ |
| Goud   | Glynis Nunn                                                                                                   | Atletiek      | Zevenkamp                |
| Goud   | Jon Sieben | Zwemmen       | 200m vlinderslag mannen  |
| Goud   | Dean Lukin | Gewichtheffen | +110 kilogram mannen     |
| Goud   | Kevin Nichols Michael Grenda Michael Turtur Dean Woods                                                        | Wielersport   | Ploegenachtervolging     |
| Zilver | Gary Honey | Atletiek      | Verspringen mannen       |
| Zilver | Suzie Landells                                                                                                | Zwemmen       | 400m wisselslag vrouwen  |
| Zilver | Neil Brooks Michael Delany Greg Fasala Mark Stockwell                                                         | Zwemmen       | 4x100m vrije slag mannen |
| Zilver | Glenn Beringen                                                                                                | Zwemmen       | 200m schoolslag mannen   |
| Zilver | Mark Stockwell                                                                                                | Zwemmen       | 100m vrije slag mannen   |
| Zilver | Karen Phillips                                                                                                | Zwemmen       | 200m vlinderslag vrouwen |
| Zilver | Robert Kabbas                                                                                                 | Gewichtheffen | -82,5kg mannen           |
| Zilver | Gary Gullock Tony Lovrich Timothy McLaren Paul Reedy                                                          | Roeien        | Dubbel-vier mannen       |
| Brons  | Gael Martin                                                                                                   | Atletiek      | Kogelstoten vrouwen      |
| Brons  | Pattie Dench                                                                                                  | Schietsport   | Sportpistool vrouwen     |
| Brons  | Peter Evans                                                                                                   | Zwemmen       | 100m schoolslag mannen   |
| Brons  | Glenn Buchanan                                                                                                | Zwemmen       | 100m vlinderslag mannen  |
| Brons  | Rob Woodhouse                                                                                                 | Zwemmen       | 400m wisselslag mannen   |
| Brons  | Justin Lemberg                                                                                                | Zwemmen       | 400m vrije slag mannen   |
| Brons  | Michele Pearson                                                                                               | Zwemmen       | 200m wissel vrouwen      |
| Brons  | Glenn Buchanan Peter Evans Mark Kerry Mark Stockwell                                                          | Zwemmen       | 4x100m wisselslag mannen |
| Brons  | Chris Cairns Scott Anderson                                                                                   | Zeilen        | Tornado mannen           |
| Brons  | Susan Lee Karen Brancourt Margot Foster Robyn Grey-Gardner Susan Chapman                                      | Roeien        | Vier-met vrouwen         |
| Brons  | James Battersby Stephen Evans Clyde Hefer Craig Muller Sam Patten Ion Popa Gavin Thredgold Timothy Willoughby | Roeien        | Acht mannen              |
| Brons  | Grant Kenny Barry Kelly                                                                                       | Kanovaren     | K2 1000m mannen          |

## Deelnemers en resultaten

### Atletiek
| Olympiër                                                                  | Discipline             | Resultaat | Prestatie |
| ------------------------------------------------------------------------- | ---------------------- | --------- | --- |
| Fred Martin                                                               | 100m (m)               | 31e       | serie 8: 3e in 10,64 kwartfinale 5: 7e in 10,61 |
| Paul Narracott                                                            | 100m (m)               | 29e       | serie 4: 2e in 10,55 kwartfinale 1: 7e in 10,60 |
| Peter Van Miltenburg                                                      | 100m (m)               | 18e       | serie 1: 5e in 10,55 kwartfinale 4: 4e in 10,52 |
| Fred Martin                                                               | 200m (m)               | 29e       | serie 5: 2e in 20,98 |
| Paul Narracott                                                            | 200m (m)               | 31e       | serie 4: 5e in 21,20 |
| Peter Van Miltenburg                                                      | 200m (m)               | 20e       | serie 1: 2e in 21,06 kwartfinale 4: 5e in 21,09 |
| Darren Clark                                                              | 400m (m)               | 4e        | serie 10: 2e in 45,68 kwartfinale 1: 2e in 44,77 halve finale 1: 3e in 45,26 finale: 4e in 44,75 |
| Bruce Frayne                                                              | 400m (m)               | 10e       | serie 6: 1e in 46,08 kwartfinale 3: 4e in 45,35 halve finale 2: 5e in 45,21 |
| Gary Minihan                                                              | 400m (m)               | 38e       | serie 2: 4e in 46,93 |
| Pat Scammell                                                              | 800m (m)               | 26e       | serie 6: 2e in 1.47,27 kwartfinale 3: 7e in 1.47,90 |
| Mike Hillardt                                                             | 1500m (m)              | 15e       | serie 4: 3e in 3.41,18 halve finale 1: 8e in 3.38,12 |
| Pat Scammell                                                              | 1500m (m)              | 18e       | serie 5: 5e in 3.39,18 halve finale 2: 10e in 3.40,83 |
| Don Wright                                                                | 110m horden (m)        | 12e       | serie 4: 4e in 14,00 halve finale 2: 7e in 13,93 |
| Darren Clark Bruce Frayne Gary Minihan Rick Mitchell Peter Van Miltenburg | 4x400m (m)             | 4e        | serie 1: 1e in 3.03,72 halve finale 2: 2e in 3.03,79 finale: 4e in 2.59,70 |
| Simon Baker                                                               | 20km snelwandelen (m)  | 14e       | 1:27.43 |
| Willi Sawall                                                              | 20km snelwandelen (m)  | 16e       | 1:28.24 |
| David Smith                                                               | 20km snelwandelen (m)  | 10e       | 1:26.48 |
| Mike Harvey                                                               | 50km snelwandelen (m)  | 11e       | 4:09.18 |
| Andrew Jachno                                                             | 50km snelwandelen (m)  | DNF       | niet gefinisht |
| Willi Sawall                                                              | 50km snelwandelen (m)  | DNF       | niet gefinisht |
| Gary Honey                                                                | verspringen (m)        | Zilver    | kwalificatie groep A: 3e met 7,93m finale: 2e met 8,24m |
| Gary Honey                                                                | hink-stap-springen (m) | 19e       | kwalificatie groep A: 9e met 15,92m |
| John Atkinson                                                             | hoogspringen (m)       | 13e       | kwalificatie groep B: 3e met 2,21m |
| Peter Hadfield                                                            | tienkamp (m)           | 14e       | 100m: 9e in 11,15 (768 punten) verspringen: 8e met 7,13m (846 punten) kogelstoten: 14e met 13,68m (708 punten) hoogspringen: 26e met 1,76m (643 punten) 400m: 8e in 48,50 (874 punten) 110m horden: 12e in 15,05 (843 punten) discuswerpen: 15e met 43,36m (751 punten) polsstokhoogspringen: 10e met 4,50m (932 punten) speerwerpen: 16e met 55,22m (701 punten) 1500m: 7e in 4.25,90 (617 punten) totaal: 7683 punten |
|                                                                           |                        |           | |
| Donna Gould                                                               | 3000m (v)              | 18e       | serie 2: 5e in 9.05,56 |
| Glynis Nunn                                                               | 100m horden (v)        | 5e        | serie 2: 3e in 13,29 halve finale 2: 3e in 13,14 finale: 5e in 13,20 |
| Debbie Flintoff-King                                                      | 400m horden (v)        | 6e        | serie 1: 3e in 57,20 halve finale 2: 3e in 56,24 finale: 6e in 56,21 |
| Lisa Martin                                                               | marathon (v)           | 7e        | 2:29.03 |
| Linda Garden                                                              | verspringen (v)        | 11e       | kwalificatie groep A: 4e met 6,49m finale: 11e met 6,30m |
| Robyn Lorraway                                                            | verspringen (v)        | 6e        | kwalificatie groep A: 3e met 6,61m finale: 6e met 6,67m |
| Glynis Nunn                                                               | verspringen (v)        | 7e        | kwalificatie groep B: 4e met 6,41m finale: 7e met 6,53m |
| Chris Annison-Stanton                                                     | hoogspringen (v)       | 11e       | kwalificatie: 1e met 1,90m finale: 11e met 1,85m |
| Vanessa Browne                                                            | hoogspringen (v)       | 6e        | kwalificatie: 12e met 1,90m finale: 6e met 1,94m |
| Gael Mulhall                                                              | kogelstoten (v)        | Brons     | finale: 3e met 19,19m |
| Gael Mulhall-Martin                                                       | discuswerpen (v)       | 8e        | kwalificatie groep A: 5e met 55,38m finale: 8e met 55,88m |
| Petra Rivers                                                              | speerwerpen (v)        | 12e       | kwalificatie groep A: 6e met 59,12m finale: 12e met 56,20m |
| Glynis Nunn                                                               | zevenkamp (v)          | Goud      | 100m horden: 1e in 13,02 (OB) (999 punten) hoogspringen: 9e met 1,80m (1031 punten) kogelstoten: 8e met 12,82m (769 punten) 200m: 3e in 24,06 (932 punten) verspringen: 2e met 6,66m (1047 punten) speerwerpen: 11e met 35,58m (695 punten) 800m: 2e in 2.10,57 (917 punten) totaal: 6390 punten |

### Basketbal

#### Mannen
| Olympiër | Discipline | Resultaat | Prestatie |
| --- | ---------- | --------- | --- |
| Ray Borner Andrew Campbell Wayne Carroll Mel Dalgleish Brad Dalton Mark Dalton Ian Davies Andrew Gaze Damian Keogh Danny Morseau Larry Sengstock Phil Smyth | mannen     | 7e        | groepsfase: 3e W van Brazilië: 76-72 V van Joegoslavië: 64-94 W van Bondsrepubliek Duitsland: 67-66 V van Italië: 82-93 W van Egypte: 94-78 kwartfinale: V van Spanje: 93-101 5-8e plek: V van Uruguay: 95-101 7-8e plek: W van Bondsrepubliek Duitsland: 83-78 |

| Groep A |                          |             |             |             |            |            |            |        |
| #       | Land                     | Wedstrijden | Wedstrijden | Wedstrijden | Doelpunten | Doelpunten | Doelpunten | Punten |
| #       | Land                     | G           | W           | V           | V          | T          | Saldo      | Punten |
| 1       | Joegoslavië              | 5           | 5           | 0           | 457        | 366        | +91        | 10     |
| 2       | Italië                   | 5           | 4           | 1           | 437        | 363        | +74        | 9      |
| 3       | Australië                | 5           | 3           | 2           | 383        | 403        | -20        | 8      |
| 4       | Bondsrepubliek Duitsland | 5           | 2           | 3           | 384        | 376        | +8         | 7      |
| 5       | Brazilië                 | 5           | 1           | 4           | 401        | 423        | -22        | 6      |
| 6       | Egypte                   | 5           | 0           | 5           | 349        | 480        | -131       | 5      |

| Ronde       | Datum       | Plaats      | Land   | Score                    | Land |
| ----------- | ----------- | ----------- | ------ | ------------------------ | ---- |
| Groepsfase  |             |             |        |                          |      |
| 29 juli     | Los Angeles | Australië   | 76-72  | Brazilië                 |      |
| 30 juli     | Los Angeles | Joegoslavië | 94-64  | Australië                |      |
| 1 augustus  | Los Angeles | Australië   | 67-66  | Bondsrepubliek Duitsland |      |
| 2 augustus  | Los Angeles | Italië      | 93-82  | Australië                |      |
| 4 augustus  | Los Angeles | Australië   | 94-78  | Egypte                   |      |
| Kwartfinale |             |             |        |                          |      |
| 6 augustus  | Los Angeles | Spanje      | 101-92 | Australië                |      |
| 5-8e plek   |             |             |        |                          |      |
| 8 augustus  | Los Angeles | Australië   | 95-101 | Uruguay                  |      |
| 7-8e plek   |             |             |        |                          |      |
| 10 augustus | Los Angeles | Australië   | 83-78  | Bondsrepubliek Duitsland |      |

#### Vrouwen
| Olympiër | Discipline | Resultaat | Prestatie |
| --- | ---------- | --------- | --- |
| Jenny Cheesman Patricia Cockrem Karen Dalton Kathryn Foster Sue Geh Wendy Laidlaw Robyn Maher Bronwyn Marshall Patricia Mickan Marina Moffa Julie Nykiel Donna Quinn | vrouwen    | 5e        | groepsfase: 5e V van China: 64-67 V van Verenigde Staten: 41-81 V van Canada: 45-56 V van Zuid-Korea: 48-54 W van Joegoslavië: 62-59 |

| Groepsfase |                  |             |             |             |            |            |            |        |
| #          | Land             | Wedstrijden | Wedstrijden | Wedstrijden | Doelpunten | Doelpunten | Doelpunten | Punten |
| #          | Land             | G           | W           | V           | V          | T          | Saldo      | Punten |
| 1          | Verenigde Staten | 5           | 5           | 0           | 431        | 265        | +166       | 10     |
| 2          | Zuid-Korea       | 5           | 4           | 1           | 292        | 302        | -10        | 9      |
| 3          | Canada           | 5           | 2           | 3           | 313        | 335        | -23        | 7      |
| 4          | China            | 5           | 2           | 3           | 318        | 348        | -30        | 7      |
| 5          | Australië        | 5           | 1           | 4           | 267        | 317        | -50        | 6      |
| 6          | Joegoslavië      | 5           | 1           | 4           | 293        | 347        | -54        | 6      |

| Ronde      | Datum       | Plaats    | Land  | Score            | Land |
| ---------- | ----------- | --------- | ----- | ---------------- | ---- |
| Groepsfase |             |           |       |                  |      |
| 30 juli    | Los Angeles | Australië | 64-67 | China            |      |
| 31 juli    | Los Angeles | Australië | 41-81 | Verenigde Staten |      |
| 2 augustus | Los Angeles | Australië | 45-56 | Canada           |      |
| 3 augustus | Los Angeles | Australië | 48-54 | Zuid-Korea       |      |
| 5 augustus | Los Angeles | Australië | 62-59 | Joegoslavië      |      |

### Boksen
| Olympiër         | Discipline | Resultaat | Prestatie                                                                                            |
| ---------------- | ---------- | --------- | --- |
| Jeff Fenech      | -51kg (m)  | 5e        | 1e ronde: W van BOL Centellas 2e ronde: W van TAN Mwaba: 5-0 kwartfinale: V van YUG Redzepovski: 1-4 |
| Shane Knox       | -57kg (m)  | 33e       | 1e ronde: V van UGA Lubulwa: 1-4                                                                     |
| Renato Cornett   | -60kg (m)  | 9e        | 1e ronde: W van ROU Ioana: 4-1 2e ronde: W van COL Guttierez: 5-0 3e ronde: V van KOR Chil-Sung: 1-4 |
| Wayne Devlin     | -71kg (m)  | 17e       | 1e ronde: vrij 2e ronde: V van ZAM Kapopo: 1-4                                                       |
| Philip McElwaine | -75kg (m)  | 17e       | 1e ronde: V van CAN Duff: 0-5                                                                        |

### Boogschieten
| Olympiër          | Discipline      | Resultaat | Prestatie                                                                       |
| ----------------- | --------------- | --------- | ------------------------------------------------------------------------------- |
| Christopher Blake | individueel (m) | 31e       | 1e ronde: 15e met 1245 punten 2e ronde: 40e met 1189 punten totaal: 2434 punten |
|                   |                 |           |                                                                                 |
| Terene Donovan    | vrouwen (m)     | 19e       | 1e ronde: 19e met 1222 punten 2e ronde: 17e met 1220 punten totaal: 2442 punten |

### Gewichtheffen
| Olympiër      | Discipline  | Resultaat | Prestatie                                                     |
| ------------- | ----------- | --------- | ------------------------------------------------------------- |
| Bill Stellios | -67,5kg (m) | 7e        | trekken: 6e met 137,5kg stoten: 8e met 165kg totaal: 302,5kg  |
| Tony Pignone  | -75kg (m)   | 7e        | trekken: 2e met 147,5kg stoten: 10e met 170kg totaal: 317,5kg |
| Robert Kabbas | -82,5kg (m) | Zilver    | trekken: 2e met 150kg stoten: 2e met 192,5kg totaal: 342,5kg  |
| Dean Lukin    | +110kg (m)  | Goud      | trekken: 3e met 172,5kg stoten: 1e met 240kg totaal: 412,5kg  |

### Gymnastiek
| Olympiër        | Discipline               | Resultaat | Prestatie                                                         |
| Artistiek       | Artistiek                | Artistiek | Artistiek                                                         |
| --------------- | ------------------------ | --------- | ----------------------------------------------------------------- |
| Werner Birnbaum | vloer (m)                | 49e       | kwalificatie: 49ste met 18,90 punten                              |
| Werner Birnbaum | sprong (m)               | 25e       | kwalificatie: 25e met 19,55 punten                                |
| Werner Birnbaum | rekstok (m)              | 56e       | kwalificatie: 56e met 19,10 punten                                |
| Werner Birnbaum | brug (m)                 | 50e       | kwalificatie: 50e met 18,75 punten                                |
| Werner Birnbaum | ringen (m)               | 25e       | kwalificatie: 25e met 19,40 punten                                |
| Werner Birnbaum | paard voltige (m)        | 38e       | kwalificatie: 38e met 18,90 punten                                |
| Werner Birnbaum | meerkamp individueel (m) | 31e       | kwalificatie: 43e met 114,60 punten finale: 31e met 114,10 punten |
| Rob Edmonds     | vloer (m)                | 68e       | kwalificatie: 49e met 18,90 punten                                |
| Rob Edmonds     | sprong (m)               | 25e       | kwalificatie: 25e met 19,55 punten                                |
| Rob Edmonds     | rekstok (m)              | 67e       | kwalificatie: 67e met 18,10 punten                                |
| Rob Edmonds     | brug (m)                 | 66e       | kwalificatie: 66e met 17,95 punten                                |
| Rob Edmonds     | ringen (m)               | 58e       | kwalificatie: 58e met 18,90 punten                                |
| Rob Edmonds     | paard voltige (m)        | 70e       | kwalificatie: 70e met 17,05 punten                                |
| Rob Edmonds     | meerkamp individueel (m) | 68e       | kwalificatie: 68e met 110,45 punten                               |
|                 |                          |           |                                                                   |
| Kerry Battersby | vloer (v)                | 59e       | kwalificatie: 59e met 18,35 punten                                |
| Kerry Battersby | sprong (v)               | 63e       | kwalificatie: 63e met 18,35 punten                                |
| Kerry Battersby | brug (v)                 | 50e       | kwalificatie: 50e met 17,85 punten                                |
| Kerry Battersby | balk (v)                 | 33e       | kwalificatie: 33e met 18,55 punten                                |
| Kerry Battersby | meerkamp individueel (v) | 33e       | kwalificatie: 59e met 72,30 punten finale: 33e met 72,65 punten   |
| Kellie Wilson   | vloer (v)                | 60e       | kwalificatie: 60e met 18,30 punten                                |
| Kellie Wilson   | sprong (v)               | 62e       | kwalificatie: 62e met 18,40 punten                                |
| Kellie Wilson   | brug (v)                 | 61e       | kwalificatie: 61e met 16,95 punten                                |
| Kellie Wilson   | balk (v)                 | 59e       | kwalificatie: 59e met 17,75 punten                                |
| Kellie Wilson   | meerkamp individueel (v) | 34e       | kwalificatie: 60e met 72,20 punten finale: 34e met 72,35 punten   |
| Ritmisch        |                          |           |                                                                   |
| Linda Douglas   | individueel (v)          | 33e       | kwalificatie: 33e met 34,15 punten                                |
| Ann Maree Kerr  | individueel (v)          | 26e       | kwalificatie: 26e met 35,50 punten                                |

### Hockey

#### Mannen
| Olympiër | Discipline | Resultaat | Prestatie |
| --- | ---------- | --------- | --- |
| Colin Batch David Bell Adrian Berce Grant Boyce Ric Charlesworth Craig Davies Peter Haselhurst Jim Irvine Treva King Terry Leece Grant Mitton Michael Nobbs Nigel Patmore Trevor Smith Neil Snowden Terry Walsh | mannen     | 4e        | groepsfase: 1e W van Maleisië: 5-0 W van Spanje: 3-1 W van Bondsrepubliek Duitsland: 3-0 W van India: 4-2 W van Verenigde Staten: 2-1 halve finale: V van Pakistan: 0-1 bronzen finale: V van Groot-Brittannië: 2-3 |

| Groep A |                          |             |             |             |             |            |            |            |        |
| #       | Land                     | Wedstrijden | Wedstrijden | Wedstrijden | Wedstrijden | Doelpunten | Doelpunten | Doelpunten | Punten |
| #       | Land                     | G           | W           | G           | V           | V          | T          | Saldo      | Punten |
| 1       | Australië                | 5           | 5           | 0           | 0           | 17         | 4          | +13        | 10     |
| 2       | Bondsrepubliek Duitsland | 5           | 3           | 1           | 1           | 12         | 4          | +8         | 7      |
| 3       | India                    | 5           | 3           | 1           | 1           | 14         | 9          | +5         | 7      |
| 4       | Spanje                   | 5           | 2           | 0           | 3           | 11         | 12         | -1         | 4      |
| 5       | Maleisië                 | 5           | 1           | 0           | 4           | 6          | 17         | -11        | 2      |
| 6       | Verenigde Staten         | 5           | 0           | 0           | 5           | 4          | 18         | -14        | 0      |

| Ronde          | Datum       | Plaats           | Land | Score                    | Land |
| -------------- | ----------- | ---------------- | ---- | ------------------------ | ---- |
| Groepsfase     |             |                  |      |                          |      |
| 29 juli        | Los Angeles | Australië        | 5-0  | Maleisië                 |      |
| 31 juli        | Los Angeles | Australië        | 3-1  | Spanje                   |      |
| 2 augustus     | Los Angeles | Australië        | 3-0  | Bondsrepubliek Duitsland |      |
| 4 augustus     | Los Angeles | Australië        | 4-2  | India                    |      |
| 6 augustus     | Los Angeles | Australië        | 2-1  | Verenigde Staten         |      |
| Halve finale   |             |                  |      |                          |      |
| 9 augustus     | Los Angeles | Australië        | 0-1  | Pakistan                 |      |
| Bronzen finale |             |                  |      |                          |      |
| 11 augustus    | Los Angeles | Groot-Brittannië | 3-2  | Australië                |      |

#### Vrouwen
| Olympiër | Discipline | Resultaat | Prestatie |
| --- | ---------- | --------- | --- |
| Marian Aylmore Evelyn Botfield Sharon Buchanan-Patmore Loretta Dorman Pamela Glossop Penny Gray Trisha Heberle Lorraine Hillas Robyn Holmes Kym Ireland Robyn Leggatt Colleen Pearce Sandra Pisani Julene Sunderland Liane Tooth Susan Watkins | vrouwen    | 4e        | groepsfase: 4e G tegen Bondsrepubliek Duitsland: 2-2 W van Nieuw-Zeeland: 3-0 V van Canada: 1-2 W van Verenigde Staten: 3-1 V van Nederland: 0-2 |

| Groep A |                          |             |             |             |             |            |            |            |        |
| #       | Land                     | Wedstrijden | Wedstrijden | Wedstrijden | Wedstrijden | Doelpunten | Doelpunten | Doelpunten | Punten |
| #       | Land                     | G           | W           | G           | V           | V          | T          | Saldo      | Punten |
| 1       | Nederland                | 5           | 4           | 1           | 0           | 14         | 6          | +8         | 9      |
| 2       | Bondsrepubliek Duitsland | 5           | 2           | 2           | 1           | 9          | 9          | 0          | 6      |
| 3       | Verenigde Staten         | 5           | 2           | 1           | 2           | 9          | 7          | +2         | 5      |
| 4       | Australië                | 5           | 2           | 1           | 2           | 9          | 7          | +2         | 5      |
| 5       | Canada                   | 5           | 2           | 1           | 2           | 9          | 11         | -2         | 5      |
| 6       | Nieuw-Zeeland            | 5           | 0           | 0           | 5           | 2          | 12         | -10        | 0      |

| Ronde       | Datum       | Plaats    | Land | Score                    | Land |
| ----------- | ----------- | --------- | ---- | ------------------------ | ---- |
| Groepsfase  |             |           |      |                          |      |
| 1 augustus  | Los Angeles | Australië | 2-2  | Bondsrepubliek Duitsland |      |
| 2 augustus  | Los Angeles | Australië | 3-0  | Nieuw-Zeeland            |      |
| 5 augustus  | Los Angeles | Australië | 1-2  | Canada                   |      |
| 7 augustus  | Los Angeles | Australië | 3-1  | Verenigde Staten         |      |
| 10 augustus | Los Angeles | Australië | 0-2  | Nederland                |      |

### Judo
| Olympiër          | Discipline | Resultaat | Prestatie |
| ----------------- | ---------- | --------- | --------- |
| Gino Ciampa       | -60kg (m)  | 12e       |           |
| Michael Young     | -71kg (m)  | 19e       |           |
| Andrew Richardson | -86kg (m)  | 18e       |           |

### Kanovaren
| Olympiër                                          | Discipline    | Resultaat | Prestatie                                                                  |
| ------------------------------------------------- | ------------- | --------- | -------------------------------------------------------------------------- |
| Peter Genders                                     | K-1 1000m (m) | 5e        | serie 2: 3e in 3.58,35 halve finale 1: 3e in 2.56,09 finale: 5e in 3.49,11 |
| Peter Genders Martin Ralph                        | K-2 500m (m)  | 17e       | serie 1: 6e in 1.41,24 herkansingen: 4e in 1.42,45                         |
| Barry Kelly Grant Kenny                           | K-2 1000m (m) | Brons     | serie 2: 2e in 3.28,73 halve finale 1: 2e in 3.30,24 finale: 3e in 3.26,80 |
| John Doak Robert Doak Raymond Martin Scott Wooden | K-4 1000m (m) | 7e        | serie 2: 2e in 3.08,32 halve finale 3: 3e in 3.09,98 finale: 7e in 3.06,02 |
|                                                   |               |           |                                                                            |
| Elizabeth Blencowe                                | K-1 500m (v)  | 8e        | serie 1: 2e in 2.05,51 finale: 8e in 2.02,63                               |

### Moderne vijfkamp
| Olympiër                                  | Discipline | Resultaat | Prestatie |
| ----------------------------------------- | ---------- | --------- | --- |
| Daniel Esposito                           | mannen     | 50e       | paardensport: geëlimineerd schermen: 45e met 582 punten schietsport: 31e met 890 punten zwemmen: 6e met 1300 punten atletiek: 10e met 1181 punten totaal: 3953 punten         |
| Matthew Spies                             | mannen     | 31e       | paardensport: 31e met 1010 punten schermen: 39e met 692 punten schietsport: 42e met 802 punten zwemmen: 33e met 1140 punten atletiek: 21e met 1134 punten totaal: 4778 punten |
| Alex Watson                               | mannen     | 15e       | paardensport: 30e met 1010 punten schermen: 27e met 758 punten schietsport: 19e met 934 punten zwemmen: 23e met 1196 punten atletiek: 5e met 1210 punten totaal: 5108 punten  |
| Daniel Esposito Matthew Spies Alex Watson | team (m)   | 14e       | 13839 punten |

### Paardensport
| Olympiër                                                | Discipline  | Resultaat | Prestatie |
| Dressuur                                                | Dressuur    | Dressuur  | Dressuur |
| ------------------------------------------------------- | ----------- | --------- | --- |
| Margaret McIver                                         | individueel | 42e       | 1202 punten |
| Eventing                                                |             |           | |
| Mervyn Bennett                                          | individueel | 19e       | dressuur: 29e met 66,60 strafpunten crosscountry: 13e met 10,80 strafpunten springconcours: 34e met 10 strafpunten totaal: 87,40 strafpunten |
| Andrew Hoy                                              | individueel | 15e       | dressuur: 24e met 65 strafpunten crosscountry: 11e met 10 strafpunten springconcours: 23e met 5 strafpunten totaal: 80 strafpunten           |
| Vicki Roycroft                                          | individueel | 21e       | dressuur: 31e met 67,40 strafpunten crosscountry: 18e met 23,60 strafpunten springconcours: 1e met 0 strafpunten totaal: 91 strafpunten      |
| Wayne Roycroft                                          | individueel | DSQ       | dressuur: 36e met 70,60 strafpunten crosscountry: gediskwalificeerd                                                                          |
| Mervyn Bennett Andrew Hoy Vicki Roycroft Wayne Roycroft | team        | 5e        | dressuur: 8e met 199 strafpunten crosscountry: 3e met 44,40 strafpunten springconcours: 9e met 15 strafpunten totaal: 258,40 strafpunten     |
| Springconcours                                          |             |           | |
| Greg Eurell                                             | individueel | 29e       | 1e ronde: 29e met 16,50 strafpunten |
| Jeff McVean                                             | individueel | 25e       | 1e ronde: 22e met 12,50 strafpunten finale: 25e met 24,25 strafpunten                                                                        |
| George Sanna                                            | individueel | 36e       | 1e ronde: 36e met 24,50 strafpunten |
| Guy Creighton Greg Eurell Jeff McVean George Sanna      | team        | 99e       | 1e ronde: 10e met 56,00 strafpunten finale: 9e met 36 strafpunten                                                                            |

### Roeien
| Olympiër | Discipline      | Resultaat | Prestatie                                                                  |
| --- | --------------- | --------- | -------------------------------------------------------------------------- |
| Robert Booth Jim Stride                                                                                           | twee-zonder (m) | 14e       | serie 1: 5e in 7.23,71 herkansingen: 5e in 7.10,12                         |
| Gary Gullock Anthony Lovrich Timothy McLaren Paul Reedy                                                           | dubbel-vier (m) | Zilver    | serie 1: 1e in 5.59,38 finale: 2e in 5.57,98                               |
| John Bentley David Doyle Duncan Fisher James Lowe                                                                 | vier-zonder (m) | 8e        | serie 2: 4e in 6.22,14 herkansingen: 3e in 6.29,04 finale B: 2e in 6.28,31 |
| Jim Battersby Ian Edmunds Steve Evans Clyde Hefer Craig Muller Sam Patten Ion Popa Gavin Thredgold Tim Willoughby | acht (m)        | Brons     | serie 2: 2e in 5.56,61 herkansingen: 1e finale: 3e in 5.43,40              |
| |                 |           |                                                                            |
| Jacqui Marshall                                                                                                   | skiff (v)       | 15e       | serie 1: 6e in 4.07,06 herkansingen: 4e in 4.04,08                         |
| Karen Brancourt Sue Chapman Margot Foster Robyn Grey-Gardner Susan Lee                                            | vier-met (v)    | Brons     | serie 2: 2e in 3.26,54 herkansingen: 2e in 3.26,84 finale: 3e in 3.23,29   |

### Schermen
| Olympiër       | Discipline | Resultaat | Prestatie                                                                   |
| -------------- | ---------- | --------- | --------------------------------------------------------------------------- |
| Greg Benko     | Floret (m) | 18e       | 1e ronde groep G: 2e (4-1) kwartfinale 7: 3e (2-2) halve finale 4: 5e (1-4) |
|                |            |           |                                                                             |
| Andrea Chaplin | Floret (v) | 32e       | 1e ronde groep B: 6e (2-4)                                                  |
| Andrea Chaplin | Floret (v) | 29e       | 1e ronde groep D: 5e (3-3) kwartfinale 3: 5e (0-4)                          |

### Schietsport
| Olympiër         | Discipline                 | Resultaat | Prestatie                         |
| ---------------- | -------------------------- | --------- | --------------------------------- |
| Alan Smith       | 50m geweer 3 houdingen (m) | 17e       | 1141 punten: (397-385-359)        |
| Alan Smith       | 50m geweer liggend (m)     | 17e       | 591 punten: (99-98-98-100-96-100) |
| Phil Adams       | 50m pistool (m)            | 20e       | 550 punten: (96-89-87-96-88-94)   |
| Bryan Wilson     | lopend schijf (m)          | 20e       | 550 punten: (96-89-87-96-88-94)   |
|                  |                            |           |                                   |
| Sylvia Muehlberg | 10m geweer (v)             | 20e       | 373 punten: (95-94-94-90)         |
| Sylvia Muehlberg | 50m geweer 3 houdingen (v) | 20e       | 549 punten: (199-177-173)         |
| Patricia Dench   | 25m pistool (v)            | Brons     | 583 punten: (93-94-98-98-100-100) |
|                  |                            |           |                                   |
| Alec Crikis      | skeet                      | 24e       | 190 punten                        |
| Ian Hale         | skeet                      | 8e        | 193 punten                        |
| Eli Ellis        | skeet                      | 6e        | 190 punten                        |
| Terry Rumbel     | skeet                      | 7e        | 189 punten                        |

### Schoonspringen
| Olympiër                 | Discipline    | Resultaat | Prestatie                                                        |
| ------------------------ | ------------- | --------- | ---------------------------------------------------------------- |
| Steve Foley              | 3m plank (m)  | 8e        | kwalificatie: 9e met 543,87 punten finale: 8e met 561,93 punten  |
| Steve Foley              | 10m toren (m) | 8e        | kwalificatie: 10e met 489,21 punten finale: 9e met 479,43 punten |
|                          |               |           |                                                                  |
| Jennifer Donnet          | 3m plank (v)  | 9e        | kwalificatie: 12e met 432,78 punten finale: 9e met 443,13 punten |
| Valerie McFarlane-Beddoe | 3m plank (v)  | 18e       | kwalificatie: 18e met 401,13 punten                              |
| Julie Kent               | 10m toren (v) | 10e       | kwalificatie: 6e met 382,08 punten finale: 10e met 345,44 punten |
| Valerie McFarlane-Beddoe | 10m toren (v) | 5e        | kwalificatie: 4e met 382,08 punten finale: 5e met 388,56 punten  |

### Synchroonzwemmen
| Olympiër                      | Discipline | Resultaat | Prestatie                                                          |
| ----------------------------- | ---------- | --------- | ------------------------------------------------------------------ |
| Donella Burridge              | solo       | 12e       | figuren: 32e met 79,883 punten kwalificatie: 12e met 79,883 punten |
| Lisa Steanes                  | solo       | 39e       | figuren: 39e met 78,500 punten                                     |
| Donella Burridge Lisa Steanes | duet       | 13e       | figuren: 13e met 79,192 punten                                     |

### Waterpolo
| Olympiër | Discipline | Resultaat | Prestatie |
| --- | ---------- | --------- | --- |
| Russell Basser Robert Bryant Martin Callaghan Andrew Kerr Raymond Mayers Peter Montgomery Julian Muspratt Richard Pengelley Russell Sherwell Glenn Townsend Charles Turner Michael Turner Christopher Wybrow | mannen     | 5e        | groepsfase: 2e V van Bondsrepubliek Duitsland: 6-10 G tegen Italië: 8-8 W van Japan: 15-2 groep 1-6e plek: 5e V van Joegoslavië: 6-9 V van Verenigde Staten: 7-12 W van Nederland: 8-7 G tegen Spanje: 10-10 |

| Groep C |                          |             |             |             |             |        |        |        |        |
| #       | Land                     | Wedstrijden | Wedstrijden | Wedstrijden | Wedstrijden | Punten | Punten | Punten | Punten |
| #       | Land                     | G           | W           | G           | V           | V      | T      | Saldo  | Punten |
| 1       | Bondsrepubliek Duitsland | 3           | 3           | 0           | 0           | 35     | 18     | +17    | 6      |
| 2       | Australië                | 3           | 1           | 1           | 1           | 27     | 20     | +7     | 3      |
| 3       | Italië                   | 3           | 1           | 1           | 1           | 27     | 23     | -4     | 3      |
| 4       | Japan                    | 3           | 0           | 0           | 3           | 15     | 43     | -28    | 0      |

| Ronde      | Datum       | Plaats                   | Land | Score     | Land |
| ---------- | ----------- | ------------------------ | ---- | --------- | ---- |
| Groepsfase |             |                          |      |           |      |
| 1 augustus | Los Angeles | Bondsrepubliek Duitsland | 10-6 | Australië |      |
| 2 augustus | Los Angeles | Australië                | 8-8  | Italië    |      |
| 3 augustus | Los Angeles | Japan                    | 2-15 | Australië |      |

| Groep 1-6e plaats |                          |             |             |             |             |        |        |        |        |
| #                 | Land                     | Wedstrijden | Wedstrijden | Wedstrijden | Wedstrijden | Punten | Punten | Punten | Punten |
| #                 | Land                     | G           | W           | G           | V           | V      | T      | Saldo  | Punten |
| 1                 | Joegoslavië              | 5           | 4           | 1           | 0           | 47     | 33     | +14    | 9      |
| 2                 | Verenigde Staten         | 5           | 4           | 1           | 0           | 43     | 34     | +9     | 9      |
| 3                 | Bondsrepubliek Duitsland | 5           | 2           | 1           | 2           | 49     | 34     | +15    | 5      |
| 4                 | Spanje                   | 5           | 1           | 2           | 2           | 42     | 46     | -4     | 4      |
| 5                 | Australië                | 5           | 1           | 1           | 3           | 37     | 48     | -11    | 3      |
| 6                 | Nederland                | 5           | 0           | 0           | 5           | 25     | 48     | -23    | 0      |

| Ronde       | Datum       | Plaats           | Land  | Score       | Land |
| ----------- | ----------- | ---------------- | ----- | ----------- | ---- |
| Groepsfase  |             |                  |       |             |      |
| 6 augustus  | Los Angeles | Australië        | 6-9   | Joegoslavië |      |
| 7 augustus  | Los Angeles | Verenigde Staten | 12-7  | Australië   |      |
| 9 augustus  | Los Angeles | Nederland        | 7-8   | Australië   |      |
| 10 augustus | Los Angeles | Australië        | 10-10 | Spanje      |      |

### Wielersport
| Olympiër                                               | Discipline                    | Resultaat | Prestatie |
| Baan                                                   | Baan                          | Baan      | Baan |
| ------------------------------------------------------ | ----------------------------- | --------- | --- |
| Michael Grenda                                         | individuele achtervolging (m) | 8e        | kwalificatie: 8e in 4.51,46 serie 1: W van BEL Ceyssens: 4.48,99 kwartfinale 4: V van USA Hegg: gedubbeld |
| Dean Woods                                             | individuele achtervolging (m) | 4e        | kwalificatie: 6e in 4.49,51 serie 3: W van GBR Wallace: 4.43,72 kwartfinale 2: W van NED Nijdam: 4.48,65 halve finale 2: V van USA Hegg: 4.55,02 bronzen finale: V van USA Nitz: 4.44,08                                                                    |
| Michael Grenda Kevin Nichols Michael Turtur Dean Woods | ploegenachtervolging (m)      | Goud      | kwalificatie: 2e in 4.28,79 kwartfinale 3: W van België: 4.30,19 halve finale 2: W van Italië: 4.23,56 finale: W van Verenigde Staten: 4.25,99 |
| Max Rainsford                                          | sprint (m)                    | 19e       | 1e ronde serie 9: 3e 1e ronde herkansingen: 2e 2e ronde serie 2: V van ARG Alexandre 2e ronde herkansingen: V van CAN Ongaro |
| Kenrick Tucker                                         | sprint (m)                    | 7e        | 1e ronde serie 8: 3e 1e ronde herkansingen: 1e in 11,23 1e ronde finale herkansingen: 1e in 11,79 2e ronde serie 6: V van FRG Schmidtke 2e ronde herkansingen: W van TTO Samuel: 11,46 3e ronde serie 3: 1e in 11,58 kwartfinale 4: V van JPN Sakamoto: 1-2 |
| Max Rainsford                                          | tijdrit (m)                   | 14e       | 1.08,96 |
| Glenn Clarke                                           | puntenkoers (m)               | 6e        | serie 1: 8e met 20 punten finale: 6e met 13 punten |
| Gary West                                              | puntenkoers (m)               | 35e       | serie 2: 18e met 3 punten |
| Weg                                                    |                               |           | |
| Jeff Leslie                                            | wegwedstrijd (m)              | 50e       | 5:22.17 |
| Michael Lynch                                          | wegwedstrijd (m)              | 55e       | 5:27.02 |
| Gary Trowell                                           | wegwedstrijd (m)              | DNF       | |
| John Watters                                           | wegwedstrijd (m)              | DNF       | |
| Jeff Leslie Michael Lynch Gary Trowell John Watters    | ploegentijdrit (m)            | 15e       | 2:10.20 |

### Worstelen
| Olympiër          | Discipline  | Resultaat   | Prestatie |
| Vrije stijl       | Vrije stijl | Vrije stijl | Vrije stijl |
| ----------------- | ----------- | ----------- | --- |
| Cris Brown        | -62kg (m)   | 4e          | groepsfase: 2e W van IND Singh: 1-3 V van USA Lewis: 0-4 W van FRA Santoro bronzen finale: V van KOR Jung-Keun: 1-3                                                     |
| Zsigmond Kelevitz | -68kg (m)   | 5e          | groepsfase: 3e W van CHN Qin: 4-0 W van MLT Zammit: 4-0 W van CAN McKay: 3-1 V van USA Rein: 0-3 W van SUI Neyer: 3-1 V van FIN Rauhala: 1-3 5-6e plek: W van TUR Şeker |
| Craig Green       | -74kg (m)   | 19e         | groepsfase: 8e V van CAN Mongeon: 1-3 V van GRE Bogiatzis: 1-3 |

### Zeilen
| Olympiër                            | Discipline      | Resultaat | Prestatie                               |
| ----------------------------------- | --------------- | --------- | --------------------------------------- |
| Greg Hyde                           | windglider (m)  | 6e        | 55,7 punten: (8-12-8-2-7-6-1)           |
|                                     |                 |           |                                         |
| Chris Pratt                         | finn            | 6e        | 68,0 punten: (7-4-12-9-1-9-11)          |
| Richard Lumb Chris Tillett          | 470             | 21e       | 145,0 punten: (DSQ-11-18-10-PMS-12-DNF) |
| James Cook James Wilmot             | flying dutchman | 15e       | 99,7 punten: (12-14-12-14-6-10-10)      |
| Scott Anderson Chris Cairns         | tornado         | Brons     | 99,7 punten: (4-16-3-opgave-2-6-1)      |
| Colin Beashel Richard Coxon         | star            | 11e       | 81,7 punten: (opgave-3-5-12-9-8-13)     |
| Tim Dorning Dean Gordon Gary Sheard | soling          | 7e        | 62,4 punten: (5-3-5-15-4-11-6)          |

### Zwemmen
| Olympiër                                                                    | Discipline            | Resultaat | Prestatie                                         |
| --------------------------------------------------------------------------- | --------------------- | --------- | ------------------------------------------------- |
| Michael Delany                                                              | 100m vrije slag (m)   | 17e       | serie 4: 1e in 51,22                              |
| Mark Stockwell                                                              | 100m vrije slag (m)   | Zilver    | serie 6: 1e in 50,27 finale: 2e in 50,24          |
| Peter Dale                                                                  | 200m vrije slag (m)   | 8e        | serie 1: 1e in 1.51,42 finale: 8e in 1.53,84      |
| Justin Lemberg                                                              | 200m vrije slag (m)   | 18e       | serie 5: 4e in 1.52,72                            |
| Justin Lemberg                                                              | 400m vrije slag (m)   | Brons     | serie 2: 1e in 3.53,89 finale: 3e in 3.51,79      |
| Ron McKeon                                                                  | 400m vrije slag (m)   | 8e        | serie 4: 3e in 3.55,06 finale: 8e in 3.55,48      |
| Justin Lemberg                                                              | 400m vrije slag (m)   | 9e        | serie 1: 1e in 15.29,74                           |
| Wayne Shillington                                                           | 400m vrije slag (m)   | 8e        | serie 3: 3e in 15.25,67 finale: 8e in 15.38,18    |
| Mark Kerry                                                                  | 100m rugslag (m)      | 5e        | serie 2: 1e in 57,15 finale: 5e in 57,18          |
| David Orbell                                                                | 100m rugslag (m)      | 9e        | serie 1: 1e in 58,35 finale B: 1e in 58,05        |
| David Orbell                                                                | 200m rugslag (m)      | 8e        | serie 3: 1e in 2.04,00 finale: 8e in 2.04,61      |
| Kim Terrell                                                                 | 200m rugslag (m)      | 19e       | serie 5: 3e in 2.06,56                            |
| Peter Evans                                                                 | 100m schoolslag (m)   | Brons     | serie 2: 1e in 1.02,87 (OR) finale: 3e in 1.02,97 |
| Brett Stocks                                                                | 100m schoolslag (m)   | 6e        | serie 5: 1e in 1.03,46 finale: 6e in 1.03,49      |
| Glenn Beringen                                                              | 200m schoolslag (m)   | Zilver    | serie 6: 1e in 2.17,29 finale: 2e in 2.15,97      |
| Peter Evans                                                                 | 200m schoolslag (m)   | 17e       | serie 1: 2e in 2.21,21                            |
| Glenn Buchanan                                                              | 100m vlinderslag (m)  | Brons     | serie 1: 1e in 54,86 finale: 3e in 53,85          |
| Mark Stockwell                                                              | 100m vlinderslag (m)  | 17e       | serie 7: 3e in 55,70                              |
| Jon Sieben                                                                  | 200m vlinderslag (m)  | Goud      | serie 4: 2e in 1.59,63 finale: 1e in 1.57,04 (WR) |
| Glenn Beringen                                                              | 200m wisselslag (m)   | 22e       | serie 2: 4e in 2.08,65                            |
| Rob Woodhouse                                                               | 200m wisselslag (m)   | 9e        | serie 1: 2e in 2.06,45 finale B: 1e in 2.04,86    |
| Rob Woodhouse                                                               | 400m wisselslag (m)   | Brons     | serie 3: 3e in 4.24,85 finale: 3e in 4.20,50      |
| Neil Brooks Michael Delany Greg Fasala Mark Stockwell                       | 4x100m vrije slag (m) | Zilver    | serie 3: 1e in 3.19,94 (OR) finale: 2e in 3.19,68 |
| Graeme Brewer Peter Dale Justin Lemberg Ron McKeon Tom Stachewicz           | 4x200m vrije slag (m) | 4e        | serie 2: 2e in 7.26,93 finale: 4e in 7.25,63      |
| Glenn Buchanan Neil Brooks Peter Evans Mark Kerry Jon Sieben Mark Stockwell | 4x100m wisselslag (m) | Brons     | serie 3: 1e in 3.43,93 finale: 3e in 3.43,25      |
|                                                                             |                       |           |                                                   |
| Michelle Pearson                                                            | 100m vrije slag (v)   | 5e        | serie 4: 1e in 56,75 finale: 5e in 56,83          |
| Angela Russell                                                              | 100m vrije slag (v)   | 8e        | serie 6: 2e in 57,30 finale: 8e in 58,09          |
| Anna McVann                                                                 | 200m vrije slag (v)   | 8e        | serie 3: 3e in 2.03,14 finale: 8e in 2.02,87      |
| Michelle Pearson                                                            | 200m vrije slag (v)   | 4e        | serie 3: 2e in 2.01,49 finale: 4e in 1.59,79      |
| Susie Baumer                                                                | 400m vrije slag (v)   | 9e        | serie 3: 4e in 4.20,69 finale: 1e in 4.15,46      |
| Anna McVann                                                                 | 400m vrije slag (v)   | 5e        | serie 3: 2e in 4.15,21 finale: 5e in 4.13,95      |
| Susie Baumer                                                                | 800m vrije slag (v)   | 13e       | serie 3: 6e in 8.56,40                            |
| Anna McVann                                                                 | 800m vrije slag (v)   | 4e        | serie 2: 2e in 8.35,19 finale: 4e in 8.37,94      |
| Audrey Moore                                                                | 100m rugslag (v)      | 9e        | serie 1: 3e in 1.04,96 finale B: 1e in 1.04,15    |
| Georgina Parkes                                                             | 100m rugslag (v)      | 10e       | serie 3: 2e in 1.04,90 finale B: 2e in 1.04,52    |
| Audrey Moore                                                                | 200m rugslag (v)      | 16e       | serie 3: 4e in 2.20,12 finale B: 8e in 2.21,36    |
| Georgina Parkes                                                             | 200m rugslag (v)      | 4e        | serie 1: 1e in 2.14,89 finale B: 4e in 2.14,37    |
| Dimity Douglas                                                              | 100m schoolslag (v)   | 11e       | serie 2: 4e in 1.12,17 finale B: 3e in 1.12,00    |
| Sharon Kellett                                                              | 100m schoolslag (v)   | 18e       | serie 3: 4e in 1.13,43                            |
| Dimity Douglas                                                              | 200m schoolslag (v)   | 16e       | serie 3: 5e in 2.38,47 finale B: 8e in 2.39,33    |
| Sharon Kellett                                                              | 200m schoolslag (v)   | 5e        | serie 2: 1e in 2.33,23 finale: 5e in 2.33,60      |
| Lisa Curry-Kenny                                                            | 100m vlinderslag (v)  | 9e        | serie 1: 1e in 1.02,47 finale B: 1e in 1.01,25    |
| Janet Tibbits                                                               | 100m vlinderslag (v)  | 6e        | serie 4: 2e in 1.01,97 finale: 6e in 1.01,78      |
| Karen Phillips                                                              | 200m vlinderslag (v)  | Zilver    | serie 3: 1e in 2.11,81 finale: 2e in 2.10,56      |
| Janet Tibbits                                                               | 200m vlinderslag (v)  | 17e       | serie 2: 2e in 2.13,74                            |
| Lisa Curry-Kenny                                                            | 200m wisselslag (v)   | 4e        | serie 2: 1e in 2.20,57 finale: 4e in 2.16,75      |
| Michelle Pearson                                                            | 200m wisselslag (v)   | Brons     | serie 3: 2e in 2.17,46 finale: 3e in 2.15,92      |
| Suzie Landells                                                              | 400m wisselslag (v)   | Zilver    | serie 3: 2e in 4.54,13 finale: 2e in 4.48,30      |
| Karen Phillips                                                              | 400m wisselslag (v)   | 11e       | serie 3: 4e in 4.54,28 finale B: 3e in 4.53,37    |
| Lisa Curry-Kenny Anna McVann Michelle Pearson Angela Russell Janet Tibbits  | 4x100m vrije slag (v) | 4e        | serie 1: 2e in 3.49,61 finale: 4e in 3.47,79      |
| Lisa Curry-Kenny Dimity Douglas Audrey Moore Angela Russell                 | 4x100m wisselslag (v) | DSQ       | serie 2: gediskwalificeerd                        |

Algerije · Amerikaanse Maagdeneilanden · Andorra · Antigua en Barbuda · Argentinië · Australië · Bahama’s · Bahrein · Bangladesh · Barbados · België · Belize · Benin · Bermuda · Bhutan · Birma · Bolivia · Bondsrepubliek Duitsland · Botswana · Brazilië · Britse Maagdeneilanden · Canada · Centraal-Afrikaanse Republiek · Chili · China · Chinees Taipei · Colombia · Congo-Brazzaville · Costa Rica · Cyprus · Denemarken · Djibouti · Dominicaanse Republiek · Ecuador · Egypte · El Salvador · Equatoriaal-Guinea · Fiji · Filipijnen · Finland · Frankrijk · Gabon · Gambia · Ghana · Grenada · Griekenland · Groot-Brittannië · Guatemala · Guinee · Guyana · Haïti · Honduras · Hongkong · Ierland · IJsland · India · Indonesië · Irak · Israël · Italië · Ivoorkust · Jamaica · Japan · Joegoslavië · Jordanië · Kaaimaneilanden · Kameroen · Kenia · Koeweit · Lesotho · Libanon · Liberia · Liechtenstein · Luxemburg · Madagaskar · Malawi · Maleisië · Mali · Malta · Marokko · Mauritanië · Mauritius · Mexico · Monaco · Mozambique · Nederland · Nederlandse Antillen · Nepal · Nicaragua · Nieuw-Zeeland · Niger · Nigeria · Noord-Jemen · Noorwegen · Oeganda · Oman · Oostenrijk · Pakistan · Panama · Papoea-Nieuw-Guinea · Paraguay · Peru · Portugal · Puerto Rico · Qatar · Roemenië · Rwanda · Salomonseilanden · Samoa · San Marino · Saoedi-Arabië · Senegal · Seychellen · Sierra Leone · Singapore · Soedan · Somalië · Spanje · Sri Lanka · Suriname · Swaziland · Syrië · Tanzania · Thailand · Togo · Tonga · Trinidad en Tobago · Tsjaad · Tunesië · Turkije · Uruguay · Venezuela · Verenigde Arabische Emiraten · Verenigde Staten · Zaïre · Zambia · Zimbabwe · Zuid-Korea · Zweden · Zwitserland